# MÁV XIIc
A MÁV XIIc. osztályú mozdonyai magyar C tengelyelrendezésű szertartályos gőzmozdonyok voltak. 1865-ben gyártotta a StEG. Összesen három db készült belőle.
A három mozdony a Lemberg-Czernowitz-Jassy Eisenbahn részére készült Brasse mozdonykonstruktőr tervei alapján. A mozdonyok az 1-3 pályaszámokat kapták. A mozdony méretei kicsik voltak, ezért a víztartályt a kazánövön helyezték el.
A mozdonyok közül az egyik eredeti megrendelési helyére került, kettő pedig 1883/1884-ben a MÁV-hoz, ahol a XIIc osztályba sorolták és a 6571-6572 pályaszámokat adták nekik. Ezek a gépek 1894-ben a Kassa–Oderbergi Vasút Szepesolaszi – Szepesváralja szakaszán álltak szolgálatba. A mozdonyok nem kaptak KsOd pályaszámokat.

## Fordítás
- Ez a szócikk részben vagy egészben  a   MÁV XIIc című német Wikipédia-szócikk fordításán alapul.  Az eredeti cikk szerkesztőit annak laptörténete sorolja fel. Ez a jelzés csupán a megfogalmazás eredetét és a szerzői jogokat jelzi, nem szolgál a cikkben szereplő információk forrásmegjelöléseként.